# Eneaedro

Un asociaedro tridimensional, un ejemplo de un eneaedro

En geometría, un eneaedro (o nonaedro) es un poliedro con nueve caras. Hay 2606 tipos de eneaedros convexos, cada uno con un patrón diferente de conexiones de vértices, aristas y caras. Ninguno de ellos es regular.

## Ejemplos
Los eneaedros más familiares son la pirámide octogonal y el prisma heptagonal. El prisma heptagonal es un poliedro uniforme, con las dos caras de las bases en forma de heptágonos regulares y las otras siete caras cuadradas. La pirámide octogonal tiene ocho caras triangulares isósceles alrededor de una base octogonal regular. También se encuentran dos eneaedros más entre los sólido de Johnson: la pirámide cuadrada elongada y la bipirámide triangular elongada. El asociaedro tridimensional, con seis caras pentagonales y tres caras cuadriláteras, es un eneaedro. Cinco sólidos de Johnson tienen duales eneaédricos: la cúpula triangular, la pirámide cuadrada giroelongada, la pirámide cuadrada elongada autodual, el prisma triangular triaumentado (cuyo dual es el asociaedro) y el icosaedro tridisminuido. Otro eneaedro es el trapezoedro disminuido con una base cuadrada, 4 caras deltoidales y 4 triángulos.
| Prisma heptagonal               | Pirámide cuadrada elongada                                                        | Bipirámide triangular elongada   |
| Dual de la cúpula triangular    | Dual de la pirámide cuadrada giroelongada                                         | Dual del icosaedro tridisminuido |
| Trapezoedro disminuido cuadrado | Bipirámide triangular truncada, sólido casi coincidente de Johnson, y asociaedro. | Eneaedro de Herschel             |

El grafo de Herschel representa los vértices y las aristas del eneaedro de Herschel que figura arriba, con todas sus caras en forma de cuadriláteros. Es el poliedro más simple sin camino hamiltoniano, el único eneaedro en el que todas las caras tienen el mismo número de aristas y uno de los tres únicos eneaedros bipartito.

Los dos grafos poliédricos isoespectrales más pequeños posibles son los grafos del eneaedro

El par más pequeño de grafos poliédricos isoespectrales son eneaedros con ocho vértices cada uno.

## Eneaedro que rellena el espacio

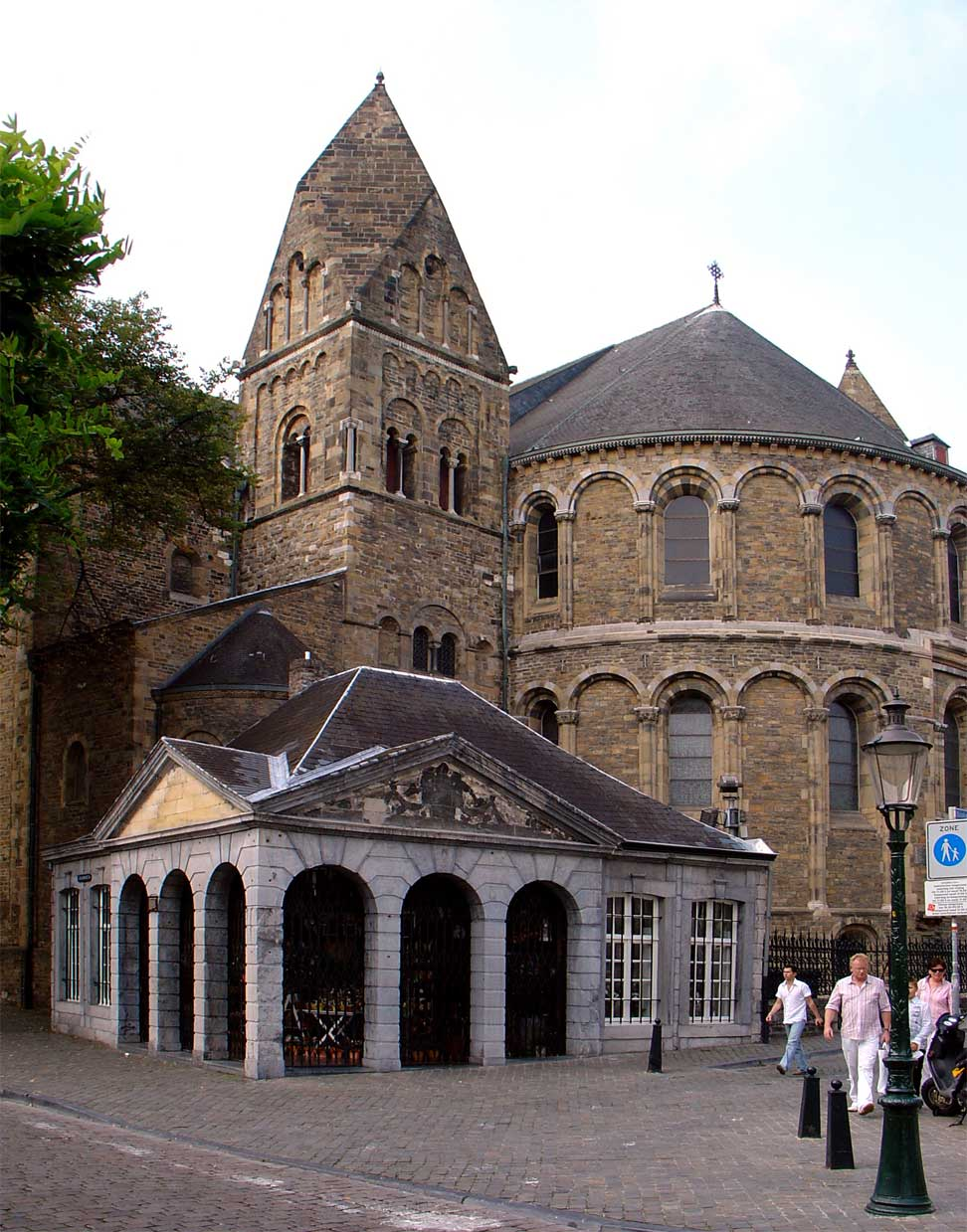
La Basílica de la Asunción de Nuestra Señora (Maastricht), cuyas torres eneaédricas forman un poliedro capaz de rellenar el espacio

Cortar un rombododecaedro por la mitad a través de las diagonales largas de cuatro de sus caras da como resultado un eneaedro autodual, el trapezoedro disminuido cuadrado, con una cara cuadrada grande, cuatro caras en forma de rombo y cuatro caras con forma de triángulo isósceles. Al igual que el propio dodecaedro rómbico, esta forma se puede utilizar para teselar el espacio tridimensional. Una forma alargada de esta forma que todavía permite rellenar el espacio se puede ver en lo alto de las torres laterales traseras de la Basílica de la Asunción de Nuestra Señora (Maastricht), un templo románico del siglo XII. Las propias torres, con sus cuatro lados pentagonales, cuatro facetas del techo y una base cuadrada, forman otro eneaedro con la propiedad de poder rellenar el espacio tridimensional.
De manera más general, Goldberg (1982) encontró al menos 40 eneaedros capaces de rellenar espacios topológicamente distintos.

## Eneaedros topológicamente distintos
Hay 2606 eneaedros convexos topológicamente distintos (excluidas imágenes especulares). Según su número de vértices (comprendido entre 7 y 14), se pueden clasificar en ocho subconjuntos distintos (con 8, 74, 296, 633, 768, 558, 219 y 50 elementos respectivamente). Una tabla de estos números, junto con una descripción detallada de los eneaedros de nueve vértices, fue publicada por primera vez en la década de 1870 por Thomas Kirkman.